# The 吉田拓郎
『The 吉田拓郎』（ザ・よしだたくろう）は、吉田拓郎のベスト・アルバム。カセットは1986年6月21日、CDは1986年12月5日にフォーライフから発売された。

## 概要
1986年6月21日に、カセットテープとして先行発売され、同名タイトルのCDも同年の12月5日に発売された。カセットテープとCDとは収録曲や曲順が異なっている。

## 収録曲

### カセット
- 全作詞・作曲：吉田拓郎（特記以外）

#### Side-A
1. ジャスト・ア・RONIN（歌:吉田拓郎・加藤和彦）
作詞：安井かずみ、作曲：加藤和彦、編曲：瀬尾一三
2. 唇をかみしめて
編曲：広島二人組
3. ふざけんなよ
編曲：瀬尾一三
4. 風をみたか
作詞：松井五郎、作曲：加藤和彦、編曲：瀬尾一三
5. 二十才のワルツ
編曲：青山徹・大村雅朗
6. I'm In Love
編曲：吉田拓郎
7. ペニーレインへは行かない
編曲：吉田拓郎
8. 大阪行きは何番ホーム
編曲：吉田拓郎
9. 俺が愛した馬鹿
編曲：瀬尾一三
10. 外は白い雪の夜
作詞：松本隆、編曲：吉田拓郎

#### Side-B
1. この指とまれ
2. S
3. いつも見ていたヒロシマ
作詞：岡本おさみ、編曲：青山徹
4. アジアの片隅で
作詞：岡本おさみ、編曲：松任谷正隆
5. 言葉
編曲：青山徹
6. サマーピープル
作詞：岡本おさみ、編曲：松任谷正隆
7. 夏休み
8. 結婚しようよ
9. 旅の宿
作詞：岡本おさみ
10. 落陽
作詞：岡本おさみ

### CD
- 全作詞・作曲：吉田拓郎（特記以外）

1. 唇をかみしめて
編曲：広島二人組
  - シングル曲。オリジナルアルバム未収録。
2. サマーピープル
作詞：岡本おさみ、編曲：松任谷正隆
  - シングル曲。オリジナルアルバム未収録。
3. ふざけんなよ
編曲：瀬尾一三
シングル曲。アルバム『俺が愛した馬鹿』より。シングルバージョンは初収録。
4. 風をみたか
作詞：松井五郎、作曲：加藤和彦、編曲：瀬尾一三
  - シングル曲。オリジナルアルバム未収録。
5. ジャスト・ア・RONIN（歌:吉田拓郎・加藤和彦）
  - 作詞：安井かずみ、作曲：加藤和彦、編曲：瀬尾一三

シングル曲。オリジナルアルバム未収録。加藤和彦とのデュエット曲。
6. サマルカンド・ブルー
作詞：安井かずみ、編曲：加藤和彦
  - アルバム『サマルカンド・ブルー』より。
7. 外は白い雪の夜
作詞：松本隆、編曲：吉田拓郎
  - アルバム『ローリング30』より。
8. たえこMY LOVE
編曲：松任谷正隆
  - シングル曲。オリジナルアルバム未収録。アルバム『ONLY YOU 〜since coming For Life〜』に収録されているリメイク・バージョンが収録されている。
9. 明日に向って走れ
編曲：松任谷正隆
  - シングル曲。アルバム『明日に向って走れ』より。
10. となりの町のお嬢さん
編曲：松任谷正隆
  - シングル曲。オリジナルアルバム未収録。
11. 結婚しようよ
シングル曲。アルバム『人間なんて』より。
12. 祭りのあと
  - アルバム『元気です。』より。アルバム『王様達のハイキング IN BUDOKAN』に収録されているライヴ・バージョンが収録されている。
13. 夏休み
アルバム『よしだたくろう オン・ステージ ともだち』より。アルバム『吉田拓郎 ONE LAST NIGHT IN つま恋』に収録されているライヴ・バージョンが収録されている。
14. 旅の宿
作詞：岡本おさみ
  - シングル曲。アルバム『元気です。』より。アルバム『TAKURO TOUR 1979 Vol.2 落陽』に収録されているライヴ・バージョンが収録されている。
15. 落陽
作詞：岡本おさみ
  - シングル曲。アルバム『よしだたくろう LIVE '73』より。アルバム『TAKURO TOUR 1979 Vol.2 落陽』に収録されているライヴ・バージョンが収録されている。